# Geoffrey Fletcher
Geoffrey Shawn Fletcher (ur. 4 października 1970 w New London w stanie Connecticut) – amerykański wykładowca akademicki na Uniwersytecie Columbia i NYU, scenarzysta i reżyser filmowy. Laureat Oscara za najlepszy scenariusz adaptowany do filmu Hej, skarbie (2009) Lee Danielsa. Był pierwszym czarnoskórym zdobywcą Oscara za scenariusz.